# Elaine Tan
Elaine Tan (Londen, 28 juni 1979) is een Britse actrice.

## Biografie
Tan werd geboren in Londen, waar zij op jonge leeftijd begon met acteren in onder andere Sylvia Young Theatre School. Zij studeerde af in rechtsgeleerdheid aan de Universiteit van Exeter in Exeter.
Tan begon in 1988 als jeugdactrice met acteren in de televisieserie Playbus, waarna zij nog meerdere rollen speelde in televisieseries en films. Naast het acteren voor televisie is zij ook actief in het theater, zo speelde zij in het Royal National Theatre in Londen.

## Filmografie

### Films
Uitgezonderd korte films.
- 2022 The Hyperions - als Maya
- 2018 Tully - als Elyse
- 2017 Salamander - als Meghan
- 2014 Inherent Vice - als Xandra
- 2014 Beyond the Lights - als April
- 2012 Jewtopia - als Sala Khan
- 2011 Sironia - als Danica
- 2009 31 North 62 East - als Mai Li
- 2006 Starter for 10 - als Lucy Chang
- 2003 Out for a Kill - als Luo Yi
- 1988 Infantile Disorders - als Tiny

### Televisieseries
Uitgezonderd eenmalige gastrollen.
- 2022 Jack Ryan - als Grace Lin - 2 afl.
- 2022 Moonhaven - als Lone - 4 afl.
- 2020 Get Even - als coach Evans - 5 afl.
- 2015-2016 Frikjent - als Angeline Borgen - 11 afl.
- 2014-2015 Hand of God - als Anne Wu - 7 afl.
- 2010 Fake It Til You Make It - als Leela - 2 afl.
- 2007 EastEnders - als Li - 37 afl.
- 2006 Hollyoaks: In the City - als Gucci - 8 afl.
- 2002-2003 Harry and Cosh - als Stacey - 14 afl.
- 1992 Uncle Jack and the Dark Side of the Moon - als Yasmin - 6 afl.